# Свети Йоан Кръстител (Кратово)
„Свети Йоан Кръстител“ (на македонска литературна норма: „Свети Јован Крстител“) е възрожденска православна църква в град Кратово, Северна Македония. Църквата е част от Кратовското архиерейско наместничество на Кумановско-Осоговската епархия на Македонската православна църква – Охридска архиепископия.
Църквата е разположена в Рибарската махала на Кратово. Според преданията храмът е запален по време на Карпошовото въстание, като остават само стените. В 1836 година храмът е възстановен като сградата е дело на един от най-големите възрожденски архитекти майстор Андрей Дамянов. Храмът е бил съборна църква. През 1836 година е доизграден външният нартекс и камбанарията. В архитектурно отношение храмът е трикорабна базилика с женска църква от запад, с правоъгълна основа и с осемстранна отвън апсида. Двускатният покрив е покрит с каменни плочи. На западната фасада има осемстранната камбанария.
Стенописи във вътрешността има по страничните пиластри на прозорците, а отвън на западната стена и по сводовете на нартекса. Резбованият огромен триредов позлатен иконостас с голям кръст-венчилка в средата и два по-малки отстрани е дело на дебърския резбар Петър Филипов и тайфата му. Царските двери, кръстовете и други части от иконостаса са изящно дърворезбани и позлатени. Иконостасните икони са дело на самоковския майстор Захарий Доспевски (1868) и на дебърския Димитър Папрадишки (края на XIX - началото на XX век). Икони за църквата рисува видният самоковски майстор Иван Доспевски. Ценно иконописно дело е едно от най-хубавите изображения на Свети Георги Софийски Нови в естествена големина, дело на Захарий Доспевски. В храма се съхраняват и иконите от XVII век на Свети Теодор Тирон и Теодор Стратилат, на Свети Николай с житие, на Света Петка, две икони на Исус Христос, фланкиран от два ангела, и житийна икона на Свети Йоан Предтеча. В храма има и икони, приписвани на Кръсте Зограф.
Църковната камбана е дело на Стоян Рачков, с надпис: „Българска църква Св. Ив. Предтеча г. Кратово 1910 г.“ Днес надписът е частично унищожен като надписът „Българска“ е издълбан.
- Иконостасът с царските двери
- Фреска от храма
- Входът на наоса с надписа над него
- Пророк Йезекил